# Filipe Samuel Magaia
Filipe Samuel Magaia (Mocuba, Moçambic, 7 de març de 1937 – 10 o 11 d'octubre de 1966) va ser un polític moçambiquès, cap guerriller i Secretari de defensa del Front d'Alliberament de Moçambic durant la guerra d'independència de Moçambic. Després de lluitar durant diversos anys, Magaia va ser assassinat per un soldat del FRELIMO seguint ordres del govern portuguès.

## Biografia
Magaia va néixer a la població de Mocuba, en la província moçambiquesa de Zambézia. Era fill del metge Samuel Guenguene Magaia i de la seva esposa Albinic Ana Magaia. Durant els seus anys com a comandant de les forces del FRELIMO, Magaia va sol·licitar l'ajuda d'Algèria per a la preparació i entrenament dels seus homes. Va resumir l'estratègia duta a terme per la guerrilla com el "desgast gradual moral, psicològica i materialment de les forces enemigues i de la maquinària sencera que sustentava la colonització de Moçambic."
Va comandar les tropes durant els atacs inicials a Xai-Xai i més tard a les províncies de Niassa i Tete, utilitzant grups de deu a quinze soldats en incursions ràpides de la guerrilla, avançant cap al sud a través de Meponda i Mandimba, enllaçant Tete amb les forces de suport de la República de Malawi. Gaudint de llibertat de moviments al país, Magaia va poder incrementar els atacs de les seves forces fins a arribar a formar grups de 100 homes Però el 10 o l'11 d'octubre de 1966, mentre tornava a Tanzània després d'haver inspeccionat el front, Magaia va ser mort per un tret efectuat per Lourenço Matola, un guerriller del FRELIMO que es va dir havia estat contractat pels portuguesos.